# Pawłów (Szydłowiec)
Pour les articles homonymes, voir Pawłów.
Pawłów [ˈpavwuf] est un village polonais de la gmina de Chlewiska, du powiat de Szydłowiec et dans la voïvodie de Mazovie dans le centre-est de la Pologne.
Il est situé à environ 6 kilomètres au nord-est de Chlewiska, 4 kilomètres au nord de Szydłowiec et à 107 kilomètres au sud de Varsovie.
Le village a une population de 780 habitants en 2008.